# Province de Hida
Pour les articles homonymes, voir Hida.
Hida (飛騨国, -no kuni) est une ancienne province japonaise qui se trouvait à l'emplacement du nord de l'actuelle préfecture de Gifu.
La ville fortifiée de la région était Takayama. La province exportait vers les autres provinces (en particulier les provinces d'Owari et de Mino) du métal et du bois de construction.

## Histoire
Pendant la période Sengoku, la province était dirigée par le clan Anegakōji.
En 1585, envoyé par Nobunaga Oda, Kanamori Nagachika devint le gouverneur de la province. Il combattit aux côtés de Ieyasu Tokugawa à la bataille de Sekigahara et ses héritiers gardèrent le contrôle de la province jusqu'à la période Edo.

## Districts

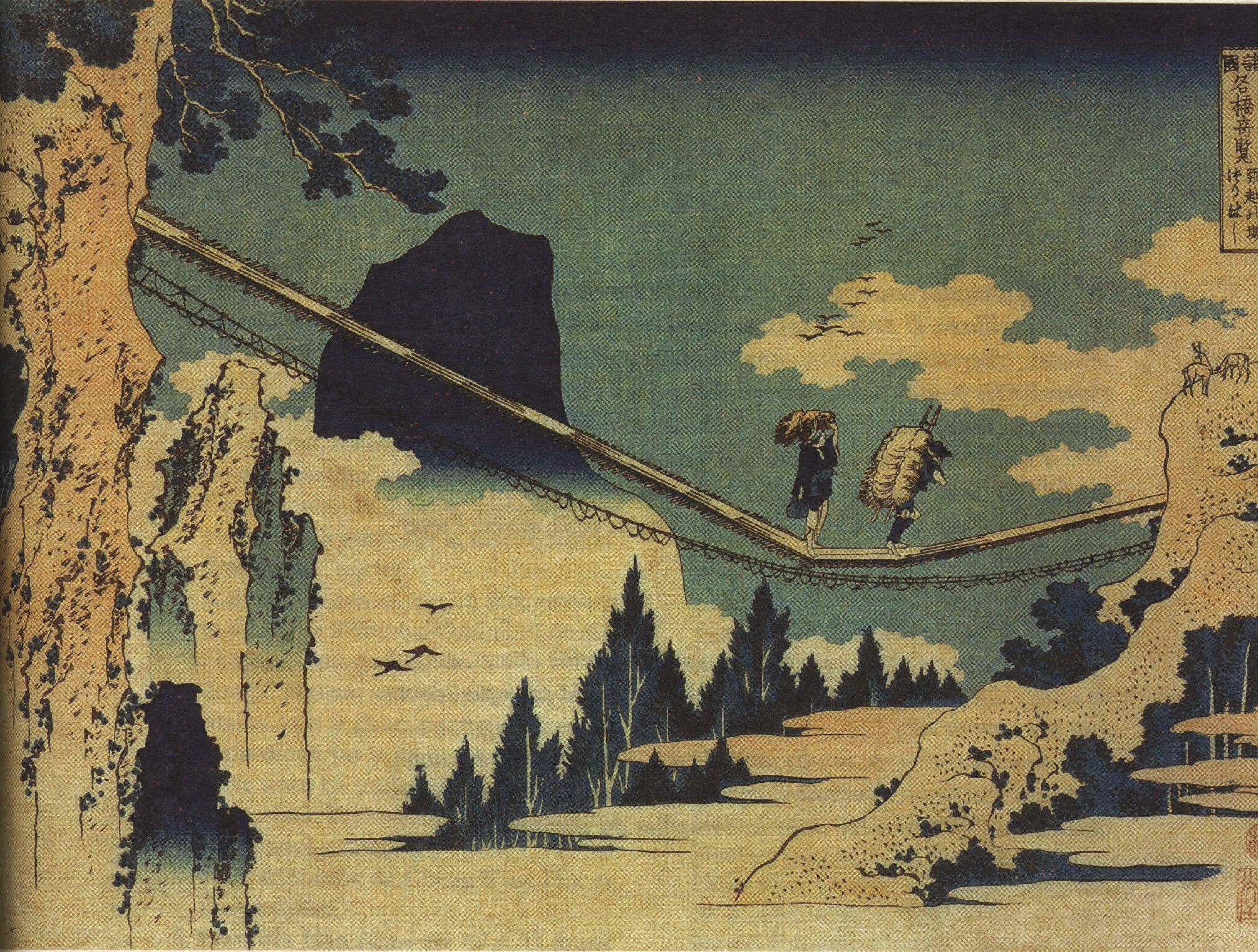
Le pont de Hida.

- Ono (大野郡)
- Mashita (益田郡)
- Yoshiki (吉城郡)